# Ephelis
Ephelis é um gênero de mariposa pertencente à família Crambidae.